# 7 Days in Havana
7 Days in Havana (7 días en La Habana) è un film collettivo del 2012, ambientato durante una settimana nella capitale cubana dell'Avana. Il film è composto da sette episodi, uno per ogni giorno della settimana, diretti da sette registi differenti: Benicio del Toro, Pablo Trapero, Julio Medem, Elia Suleiman, Gaspar Noé, Juan Carlos Tabío e Laurent Cantet. Lo scrittore cubano Leonardo Padura Fuentes ha coordinato la sceneggiatura del film e scritto tre degli episodi. Il film è stato presentato nella sezione Un Certain Regard al Festival di Cannes 2012.

## Episodi

### El Yuma(Lunedì)
- Regia: Benicio del Toro
- Sceneggiatura: Leonardo Padura Fuentes

Teddy è un giovane aspirante attore statunitense, giunto a Cuba per frequentare un corso di recitazione presso la locale Scuola di Cinema di L'Avana. Nella capitale conosce Ángel, un ingegnere riciclatosi tassista, che lo introduce alla movida avanense. Sbronzatosi a un party, Teddy conosce una donna che non tarda a invitare nella propria stanza d'albergo. Arrivati all'albergo, però, la donna viene fermata dall'accettazione per un controllo dei documenti; dalla ricerca effettuata risulta che, in realtà, la donna sia un uomo.
Per evitare l'intervento della polizia, Teddy giustifica la presenza della donna con la banale scusa che questa debba ritirare un oggetto dalla propria stanza. Convinto dunque il portiere, Teddy porta la donna alla propria stanza offrendole del denaro per pagare un taxi, che ella rifiuta subito. L'unica cosa che vuole è il cappello del ragazzo, per non fare insospettire nuovamente il portiere. Una volta datole il cappello, la giovane donna si dilegua lasciando Teddy solo e perplesso nella stanza.

### Jam Session(Martedì)
- Regia: Pablo Trapero
- Sceneggiatura: Alejandro Fadel, Martín Máuregui, Santiago Mitre, Pablo Trapero

In questo segmento, il regista serbo Emir Kusturica interpreta una versione romanzata di sé stesso. Invitato a ritirare un premio cinematografico a L'Avana, Kusturica preferisce trascorrere la propria giornata nella capitale a ubriacarsi per i bar della città e, dopo aver preso una colossale sbronza, tocca all'autista incaricato di scortarlo rimetterlo in sesto e portarlo alla premiazione (ove, peraltro, vomiterà dietro le quinte).
Ritirato il premio, il regista diserta la cena in suo onore per assistere a una jam session del gruppo del proprio autista. Sorpreso dal talento dell'uomo, Kusturica gli offre di collaborare alla colonna sonora del suo prossimo film e, addirittura, di incidere un disco in Europa presso alcuni suoi amici ben inseriti nell'ambiente musicale. Ma l'autista diffida dalle promesse del regista e, dopo averlo accompagnato all'aeroporto, se ne va come se nulla fosse, nonostante Kusturica gli abbia lasciato il proprio numero telefonico.

### La tentación de Cecilia(Mercoledì)
- Regia: Julio Medem
- Sceneggiatura: Leonardo Padura Fuentes, Julio Medem

A Cecilia, bella e talentuosa cantante afro-cubana, viene offerta una radiosa carriera in Spagna da Leonardo, un giovane imprenditore spagnolo. Cecilia è molto allettata da quest'offerta di lavoro ma, soprattutto, è molto attratta dall'aitante giovane che gliel'ha proposto. Alla fine, vinti reciprocamente dal proprio fascino, si scambiano un passionale bacio durante un incontro di lavoro e, volendo avere un rapporto sessuale, si dirigono alla stanza d'albergo di lui.
Recatasi in bagno per fare una doccia, Cecilia ha modo di ascoltare una conversazione telefonica tra il giovane amante ed un suo amico con cui, menzionando anche di avere una fidanzata in Spagna, si vanta della propria conquista. Disgustata, Cecilia si riveste e fugge via a passo felpato diretta a casa, nei bassifondi della capitale. Ivi, la ragazza vi trova il suo fidanzato José, giovane promessa del baseball, in partenza per degli allenamenti, con il quale fa l'amore, nel tentativo di dimenticare lo spagnolo. José esce di casa diretto agli allenamenti.
La sera, dopo il lavoro, reicontra il giovane spagnolo che porgendole le proprie scuse per il suo comportamento asserisce di voler lasciare la propria compagna per lei. Vinta da tali parole, riaccetta il lavoro ed insieme al giovane prende un taxi, ma l'idillio si infrange con l'arrivo di José, infuriato, che percuote violentemente lo spagnolo costringendolo alla fuga. Dopo tale azione, Cecilia gli confessa di amare il giovane imprenditore e di essere ricambiata e, inoltre, di considerare José un fallito. José, di risposta, le confessa di aver sempre anteposto lei alla carriera. All'appartamento, Cecilia prepara i bagagli con Josè come testimone ormai rassegnato all'inevitabile. Ma all'ultimo momento decisivo, Cecilia, allo sguardo di José distrutto e dormiente, decide di restare.

### Diary of a Beginner(Giovedì)
- Regia e sceneggiatura: Elia Suleiman

Il signor Suleiman si trova solo e disorientato a Cuba. Il suo sguardo fissa la realtà che lo circonda, registrando le immagini di un mondo che pare respingerlo. Tra frasi smozzicate colte al volo e volti sconosciuti, l'unico rumore è quello che proviene da un televisore sintonizzato su un discorso fiume di Fidel Castro. Per il resto della giornata, Suleiman vive in un tempo sospeso tra l'albergo deserto, il mare e le strade semivuote.

### Ritual(Venerdì)
- Regia e sceneggiatura: Gaspar Noé

Durante una festicciola sulla spiaggia, due giovani ragazze finiscono con lo scambiarsi un bacio. L'indomani mattina, i genitori di una delle due le sorprendono, seminude e congiunte in un abbraccio, a letto. Temendo per il "peggio", fanno in modo che venga eseguito un macabro ed inquietante rituale per purificare la ragazza.

### Dulce amargo(Sabato)
- Regia: Juan Carlos Tabío
- Sceneggiatura: Leonardo Padura Fuentes
- Attori: Mirta Ibarra (Mirta), Jorge Perugorría (Daniel), Melvis Santa Estévez (Cecilia), Vladimir Cruz (Angelito), Andros Perugorría (Ramoncito)

Mirta, una valente e navigata psicologa, spesso anche ospite di trasmissioni televisive in qualità di consulente, è costretta - per tirare avanti - a lavorare in casa come pasticcera, preparando dolci e torte in occasioni di feste, matrimoni e compleanni. Naturalmente, non essendo legalmente abilitata nell'esercizio di questa sua seconda professione, deve agire all'oscuro delle autorità competenti, ritrovandosi spesso a lavorare per il rotto della cuffia. Il marito Daniel, pur se un brav'uomo, è un alcolista mentre la figlia maggiore, Cecilia, una cantante avuta da una precedente relazione, sta per lasciare Cuba. Durante un blackout, l'energia elettrica viene a mancare e Mirta si trova a dover affrontare la crisi di una montata di uova che va a male.
Altre uova sono difficili da trovare ma il problema alla fine viene risolto e la torta risulta magnifica, con soddisfazione del committente che paga in nero la pasticciera clandestina. Mirta deve quindi prepararsi in fretta per prender parte come psicologa a una trasmissione tv. Intanto Cecilia, insieme al fidanzato José, sta per imbarcarsi su un barcone che li porterà verso la Florida. La ragazza, in preda all'angoscia, telefona un'ultima volta a casa per avvisare il patrigno e la madre della sua partenza.

### La fuente(Domenica)
- Regia e sceneggiatura: Laurent Cantet

Un caseggiato è messo in agitazione dalla vecchia Marta che ha sognato la Madonna: nella sua visione, Maria deve avere un nuovo altare e il suo appartamento deve essere rimesso a nuovo, dipinto di giallo e con una parete che deve essere buttata giù per creare uno spazio più grande. Tutti partecipano ai lavori e alla colletta per raccogliere i soldi; alla fine, una grande festa celebrerà la cappella e la sistemazione della statua sacra.

## Produzione
Il film è una co-produzione tra la casa di produzione spagnola Morena Films e la francese Full House, in associazione con Havana Club International. Il budget ruota attorno ai tre milioni di euro. Le riprese hanno avuto interamente luogo a L'Avana tra il 4 marzo e il 6 maggio 2011.

## Distribuzione
Il film è stato presentato in anteprima mondiale il 23 maggio durante il Festival di Cannes 2012. In Italia è stato distribuito da BiM Distribuzione l'8 giugno 2012.